# 万替妥单抗
万替妥单抗（INN：Vantictumab）是一种人IgG2单克隆抗体，设计用于治疗癌症。
该药物由OncoMed制药公司与拜耳合作开发。OncoMed于2016年获得专利，预计将于2029年到期。2017年4月，拜耳终止了对万替妥单抗的许可选择。
它通过靶向癌细胞上的卷曲受体来抑制wnt信号传导。
胰腺癌、非小细胞肺癌和乳腺癌的I期试验已经完成。2016年报告了三阴性乳腺癌1b期临床试验的结果，2020年报告了胰腺癌的1b期临床试验结果。